# Ctenophorus fordi
Espèce
Synonymes
- Amphibolurus fordi Storr, 1965

Ctenophorus fordi est une espèce de sauriens de la famille des Agamidae.

## Répartition
Cette espèce est endémique d'Australie. Elle se rencontre au Queensland, en Nouvelle-Galles du Sud, au Victoria, en Australie-Méridionale et dans le sud-est de l'Australie-Occidentale.

## Étymologie
Cette espèce est nommée en l'honneur de Julian Ralph Ford.

## Publication originale
- Storr,  1965 : The Amphibolurus maculatus species-group (Lacertilia: Agamidae) in Western Australia. Journal of The Royal Society of Western Australia, vol. 48, p. 45-54.